# スーパーヒーロームービー!! -最'笑'超人列伝-
『スーパーヒーロームービー!! -最'笑'超人列伝-』（Superhero Movie）は、2008年に公開されたアメリカのパロディスーパーヒーロー映画。

## キャスト
（ ）内は吹き替え声優。
- リック・ライカー/ドラゴンフライ - ドレイク・ベル （庄司将之）
- ジル・ジョンソン - サラ・パクストン（牛田裕子）
- ロウ・ランダース/アワーグラス - クリストファー・マクドナルド（中村浩太郎）
- アルバート叔父さん - レスリー・ニールセン（西村知道）
- ルシール叔母さん - マリオン・ロス（沢田敏子）
- トレイ - ケヴィン・ハート（新田英人）
- ランス・ランダース - ライアン・ハンセン（遠藤大智）
- スティーヴン・ホーキング - ロバート・ジョイ
- Dr.ストーム - ブレント・スパイナー
- Dr.ウィットビー - ジェフリー・タンバー
- エグゼビア教授 - トレイシー・モーガン
- エグゼビア夫人 - レジーナ・ホール（東條加那子）
- インヴィジブル・ガール - パメラ・アンダーソン
- ヒューマン・トーチ - サイモン・レックス
- ウルヴァリン - クレイグ・ビアーコ
- トム・クルーズ - マイルズ・フィッシャー（杉山大）
- ブレイン・ライカー - ロバート・ヘイズ（久保智史）
- ジュリア・ライカー - ニコール・サリヴァン（英語版）
- カーリン警察本部長 - キース・デイヴィッド
- カールソン - ダン・カステラネタ